# Cuerpo fructífero (plasmodio)

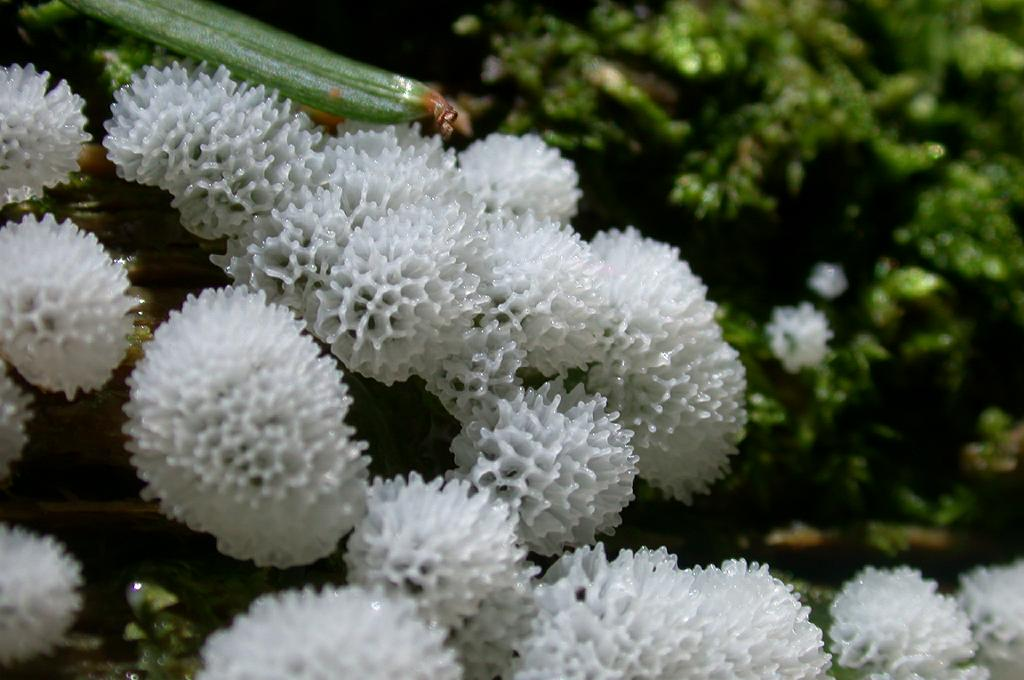
Cuerpos fructíferos de Ceratiomyxa, un Myxomycota.

Para los cuerpos fructíferos de los hongos, véase Esporocarpo
Un cuerpo fructífero es una estructura que contiene esporas formada a partir de un plasmodio en algunas bacterias y protistas. Se presenta entre las mixobacterias y los mohos mucilaginosos.